# Henry Grey Graham
Henry Grey Graham (* 8. März 1874 in Maxton, Roxburghshire, Schottland, Vereinigtes Königreich Großbritannien und Irland; † 5. Dezember 1959 in Crosshill, Glasgow, Schottland, Vereinigtes Königreich) war ein römisch-katholischer Geistlicher.
Graham konvertierte am 15. August 1903 zum römisch-katholischen Glauben. Am 22. Dezember 1906 wurde er in Rom zum Priester für das Erzbistum Glasgow geweiht. Papst Benedikt XV. ernannte ihn am 30. August 1917 zum Titularbischof von Tipasa in Numidia und Weihbischof in Saint Andrews und Edinburgh. John Aloysius Maguire, Erzbischof von Glasgow, weihte ihn am 16. November 1917 in Edinburgh zum Bischof. Mitkonsekratoren waren James William McCarthy, Bischof von Galloway, und John Toner, Bischof von Dunkeld.